# کریستوفر ویلهلم اکرسبرگ
کریستوفر ویلهلم اِکِرسبرگ (دانمارکی: Christoffer Wilhelm Eckersberg; ۲ ژانویهٔ ۱۷۸۳ – ۲۲ ژوئیهٔ ۱۸۵۳) نقاش نئوکلاسیسیست و استاد دانشگاه اهل دانمارک بود. آثارش زمینه‌ساز شکل‌گیری دورهٔ موسوم به عصر طلایی دانمارک بود. او را پدر نقاشی دانمارکی لقب داده‌اند.

## نگارخانه

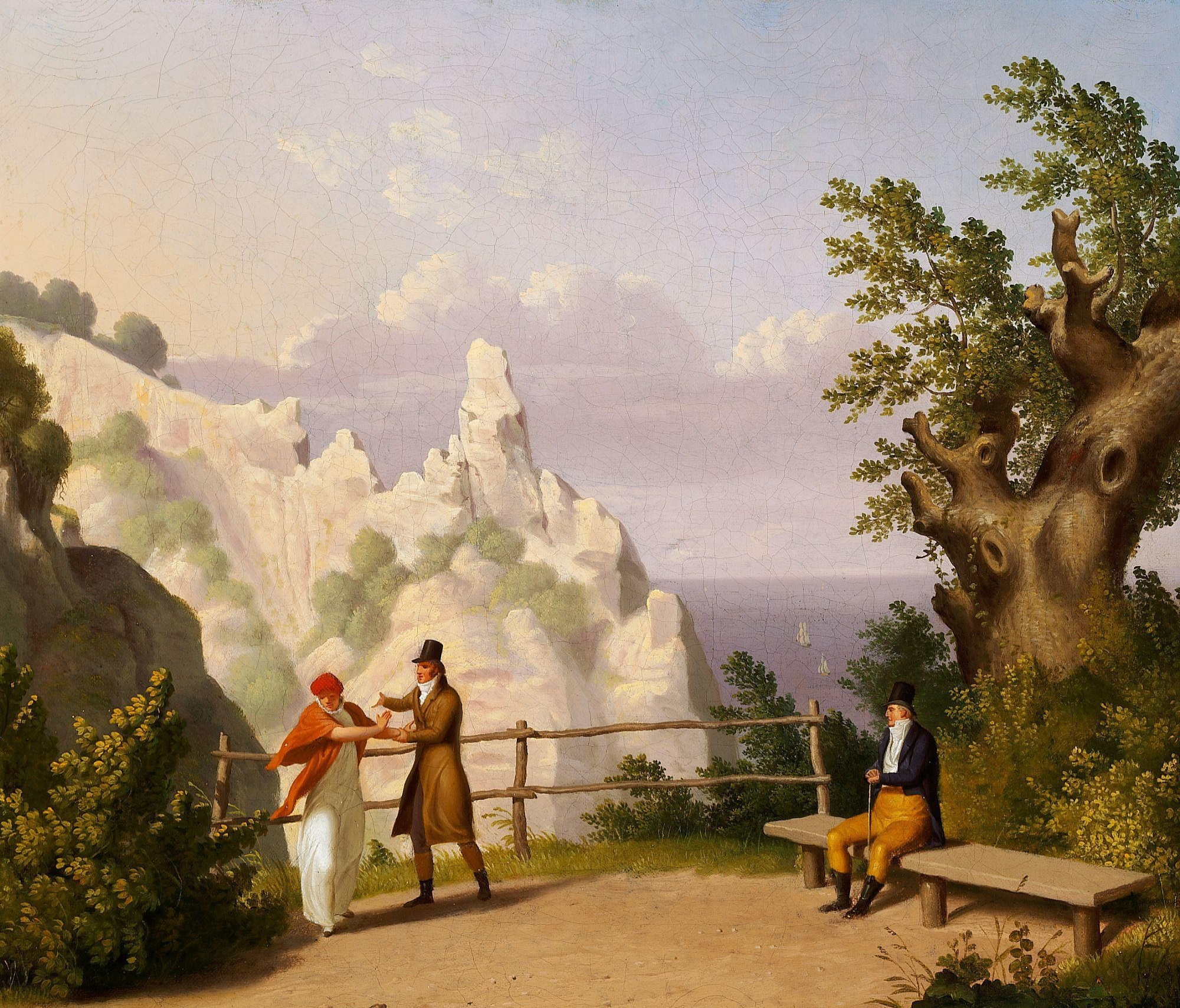
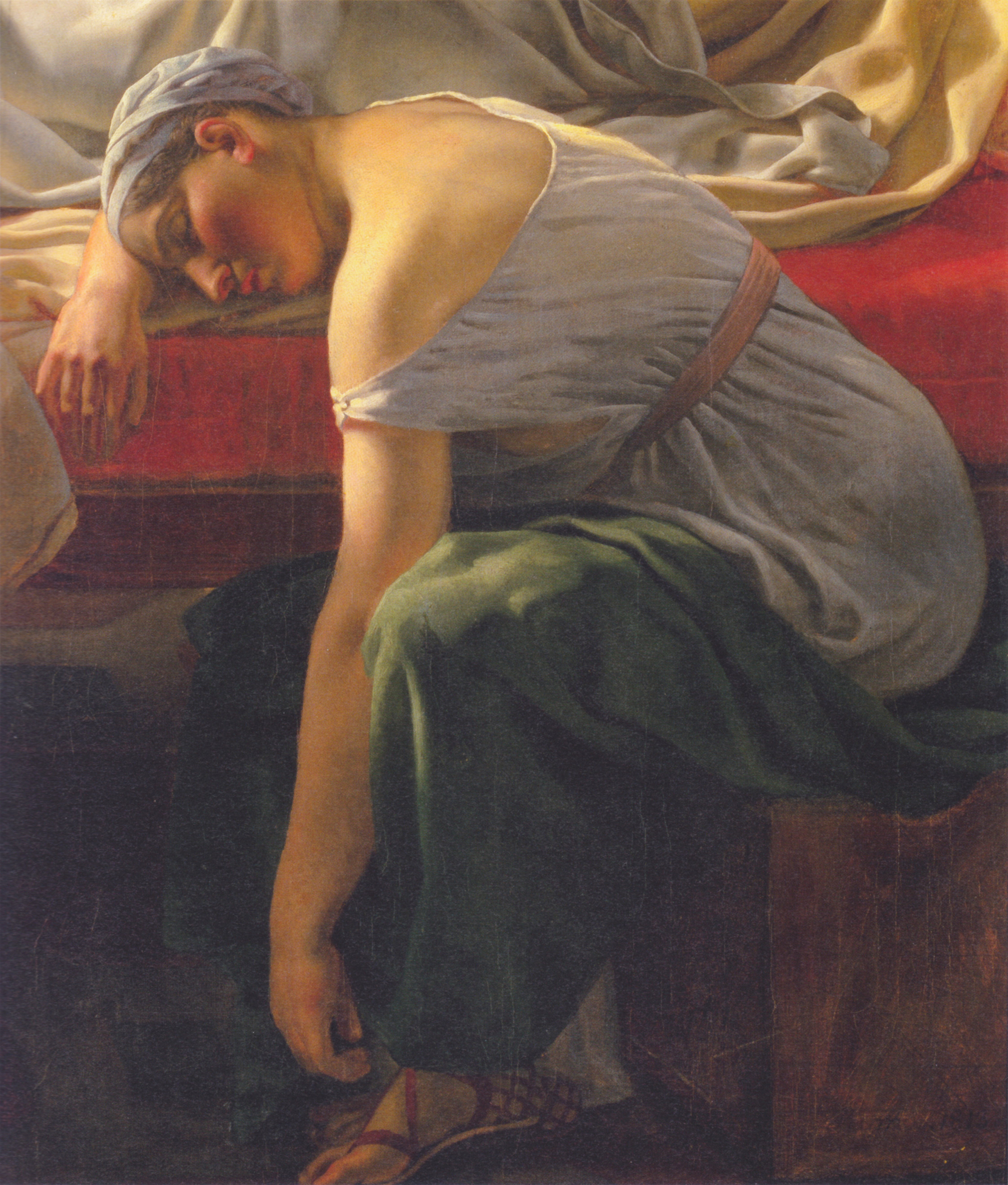
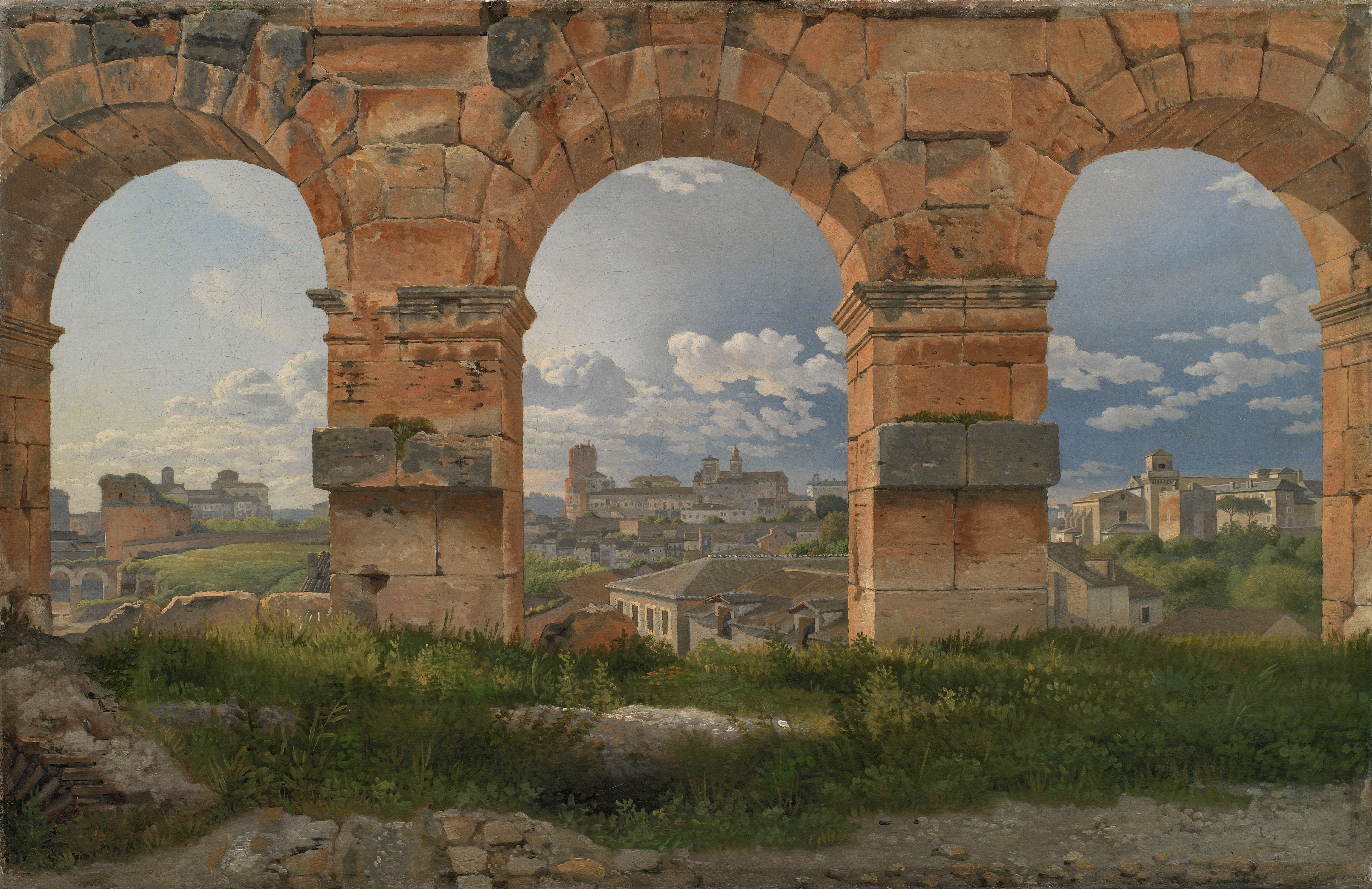
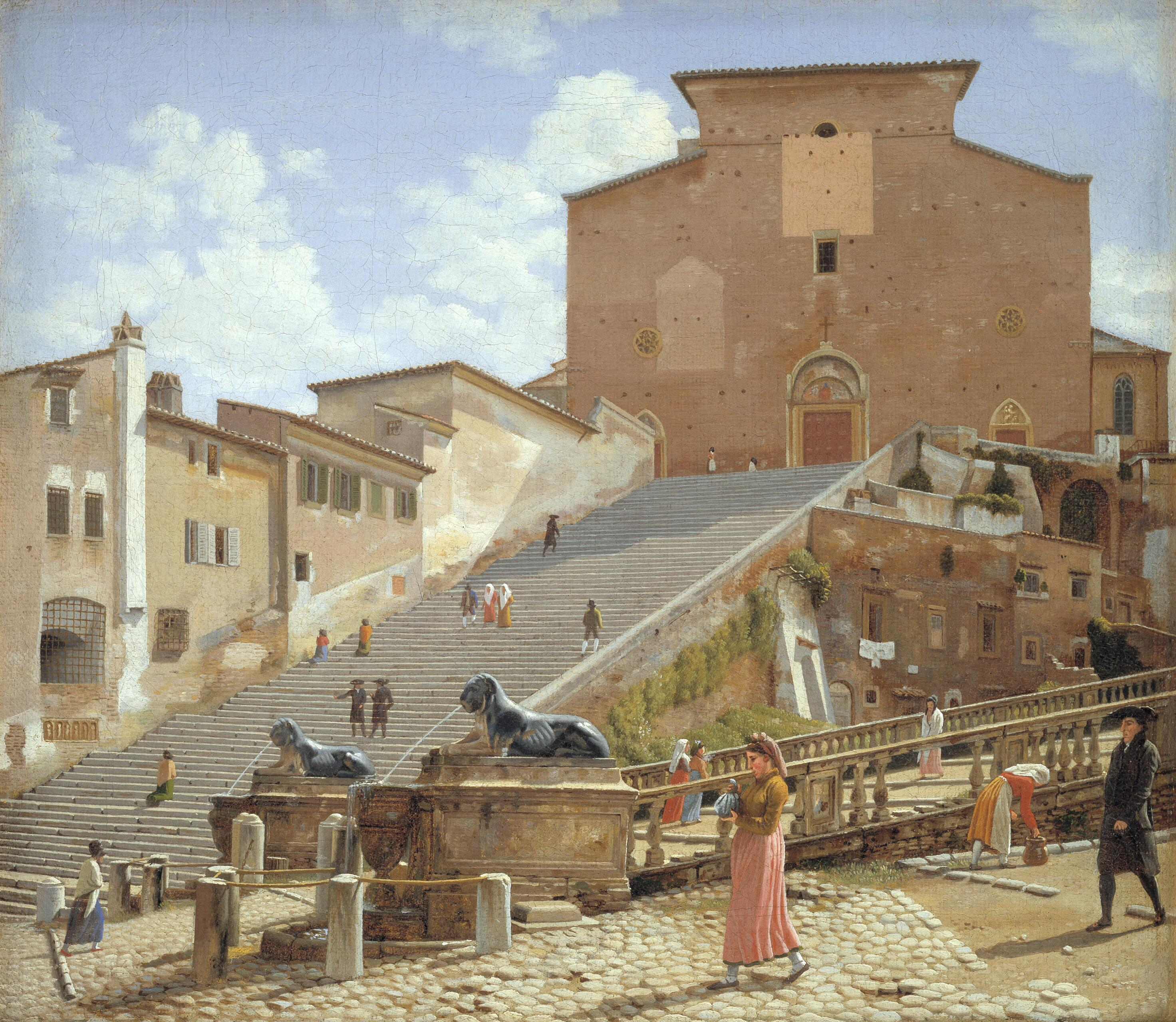
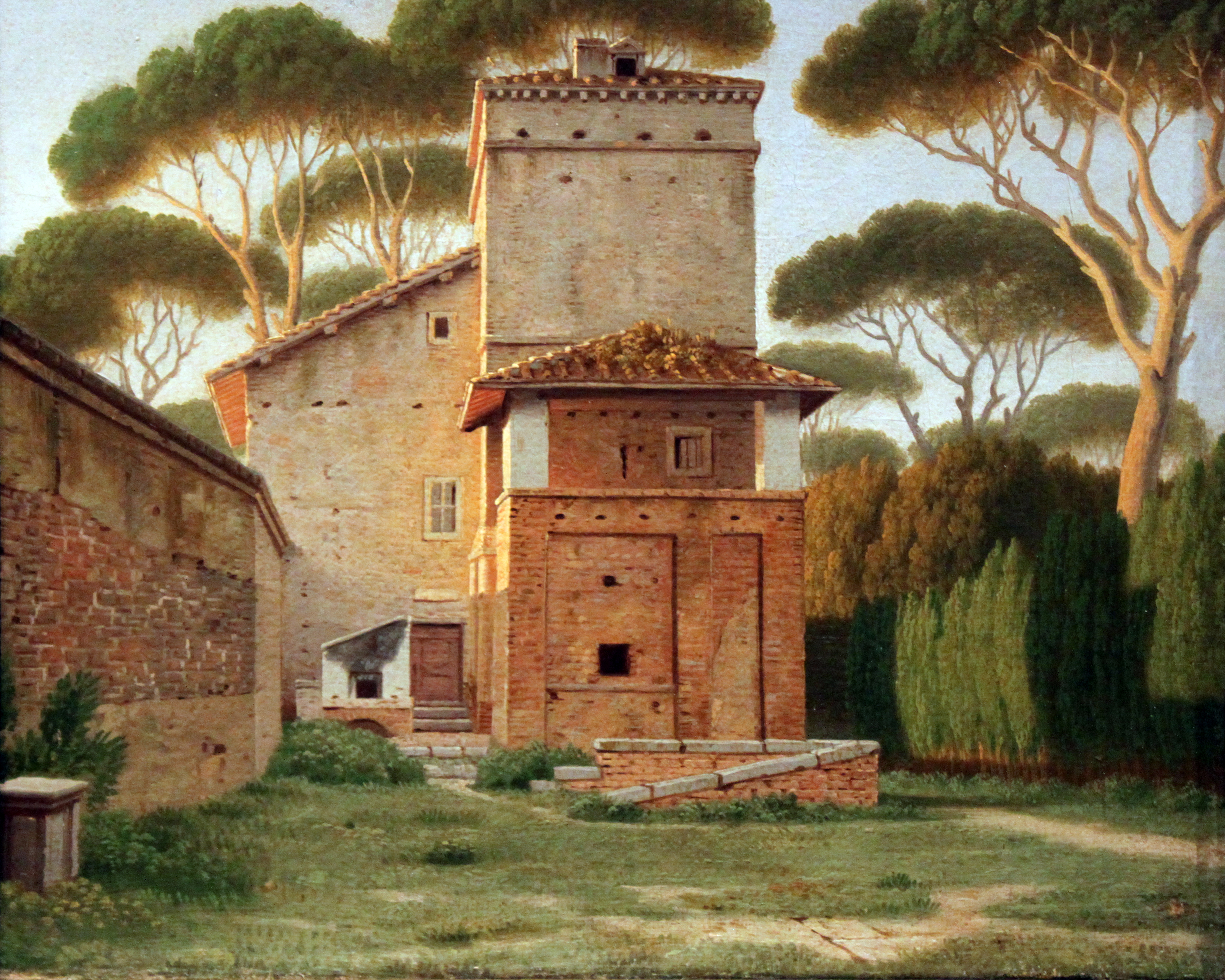
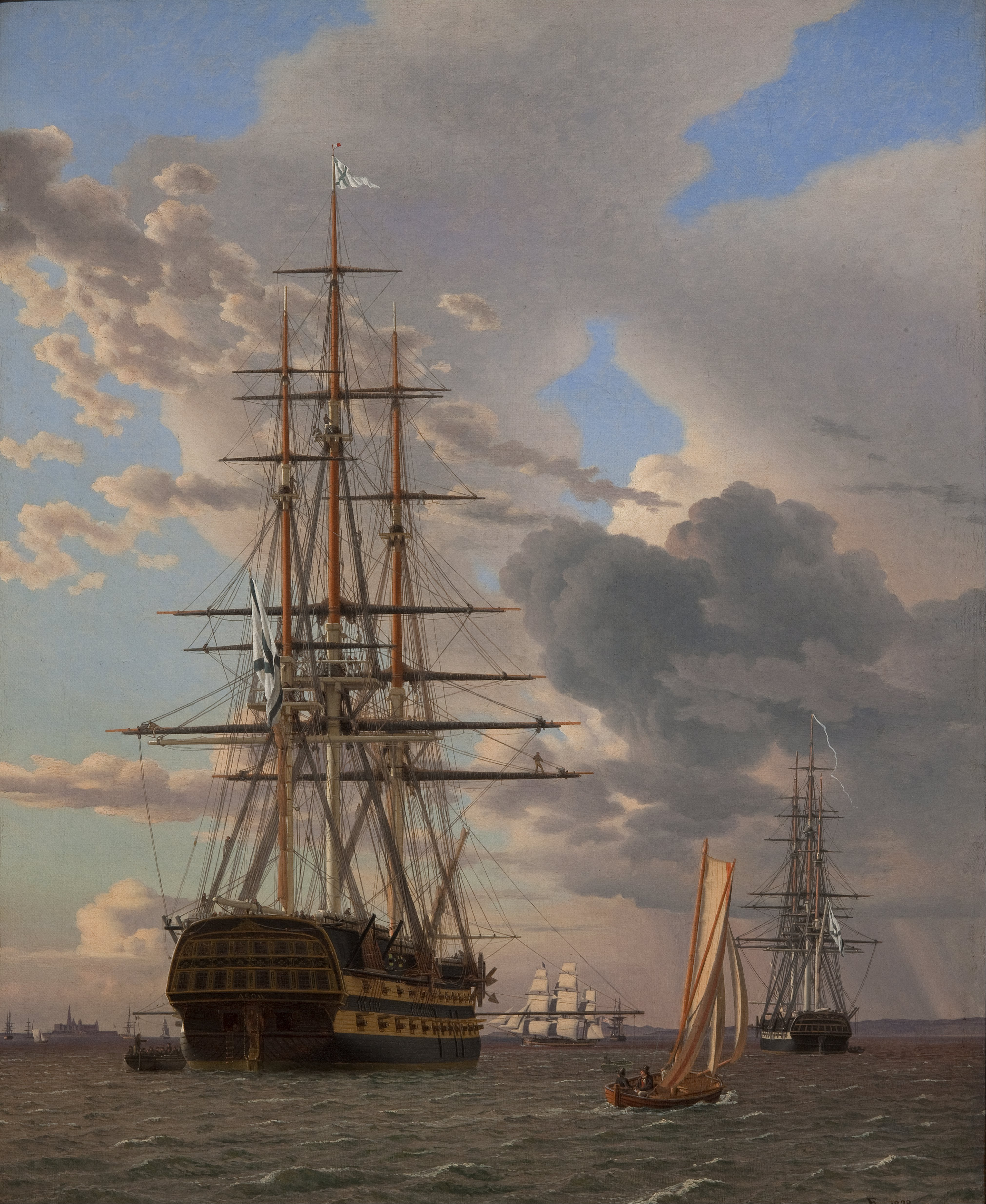
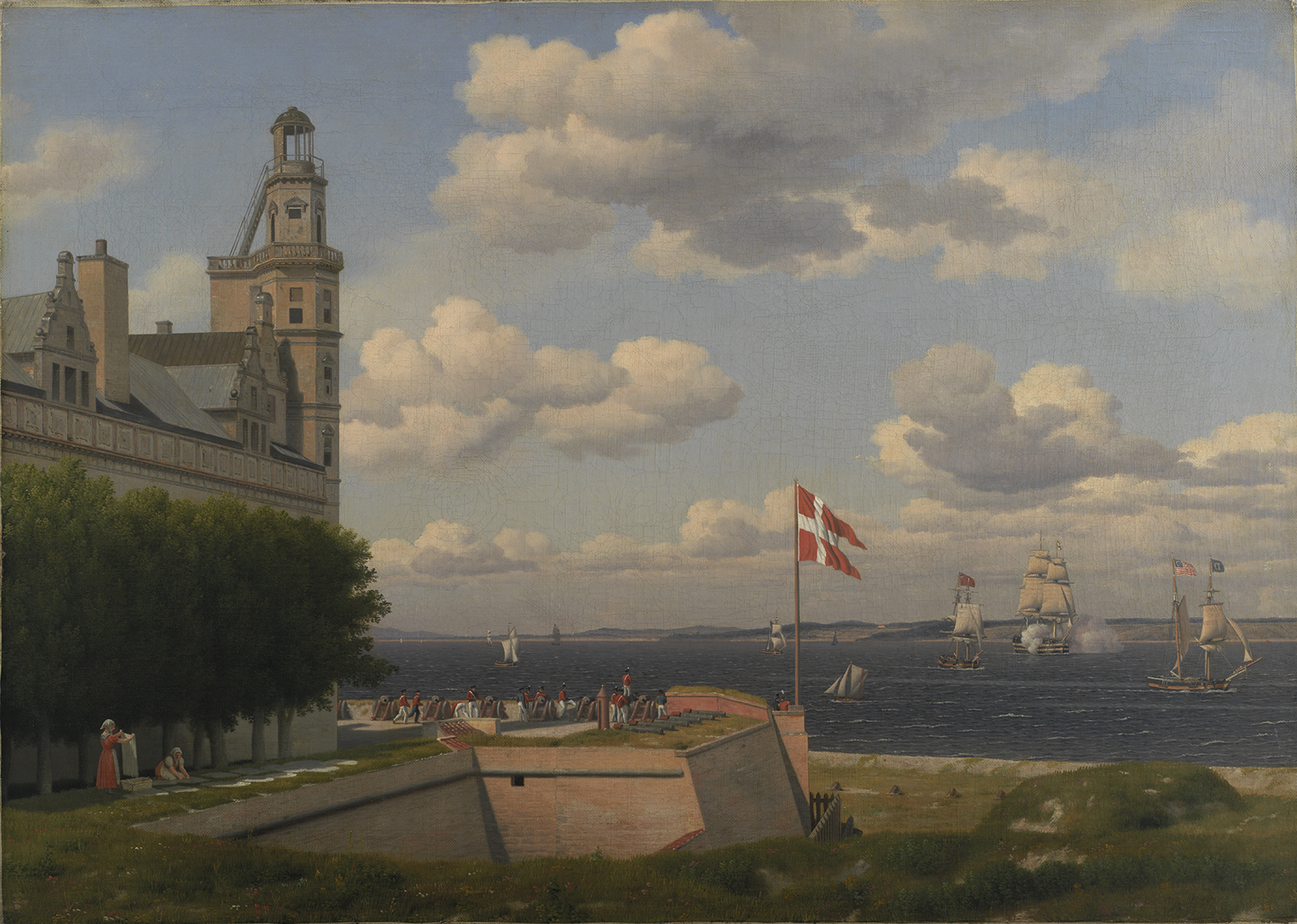
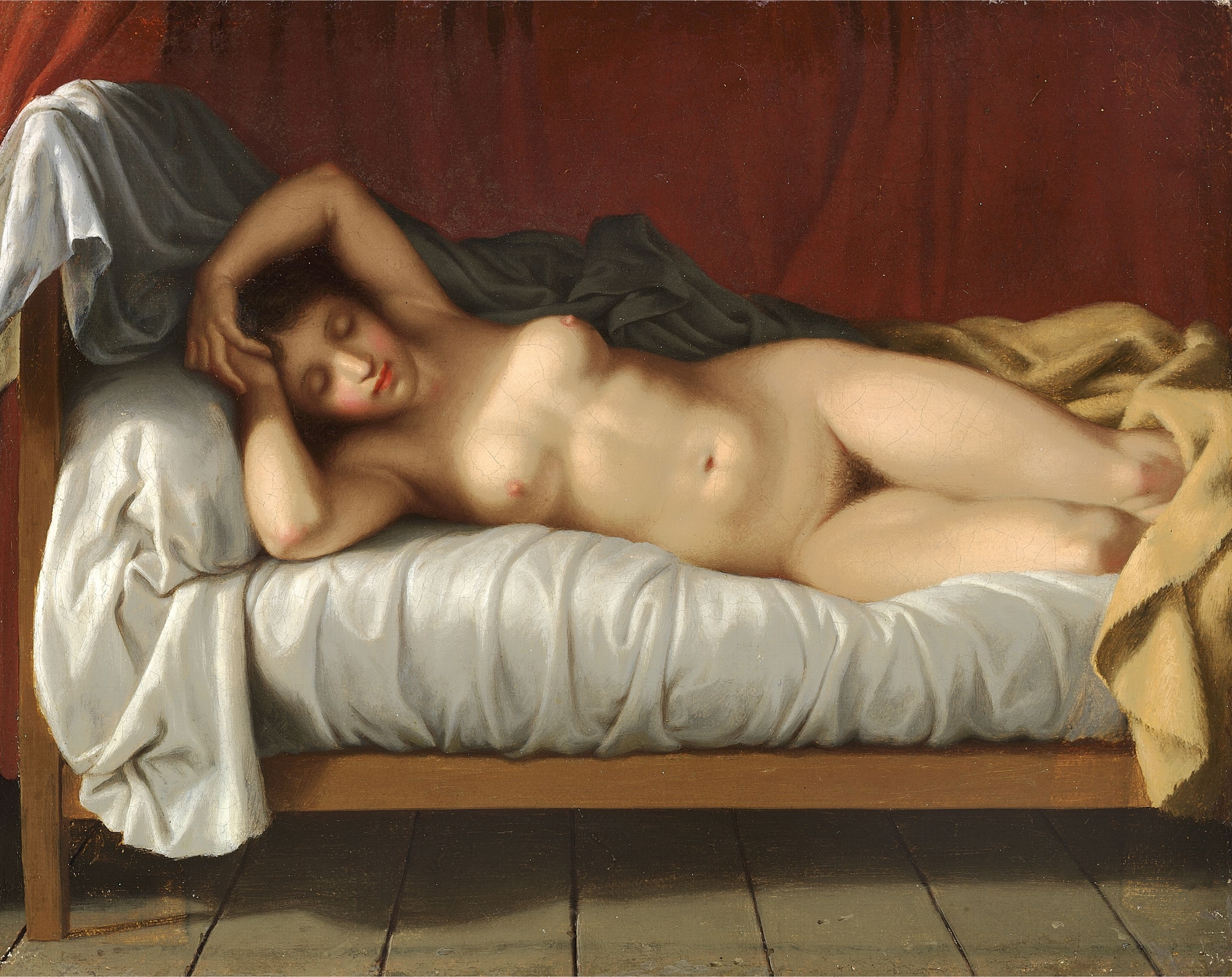
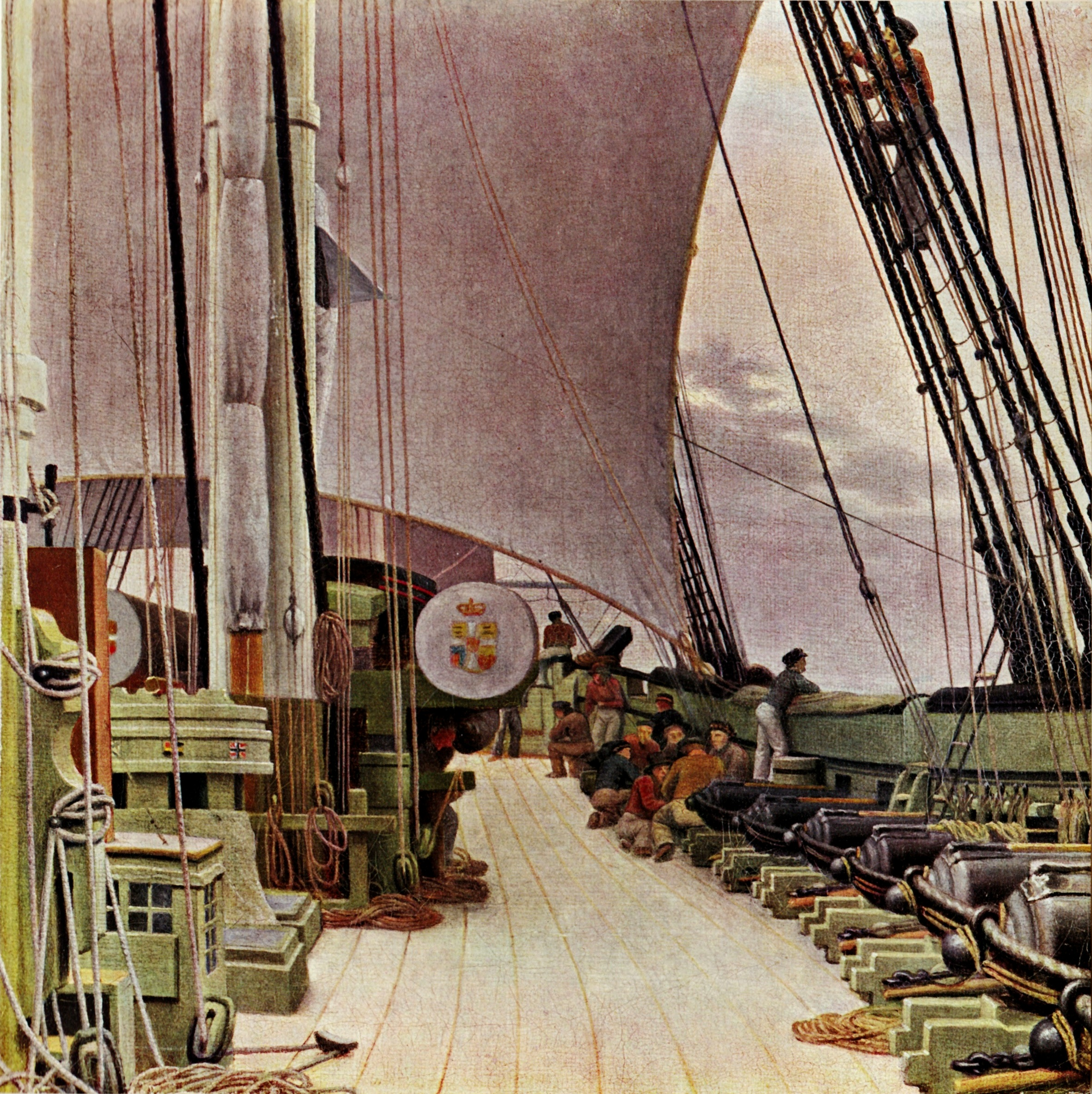
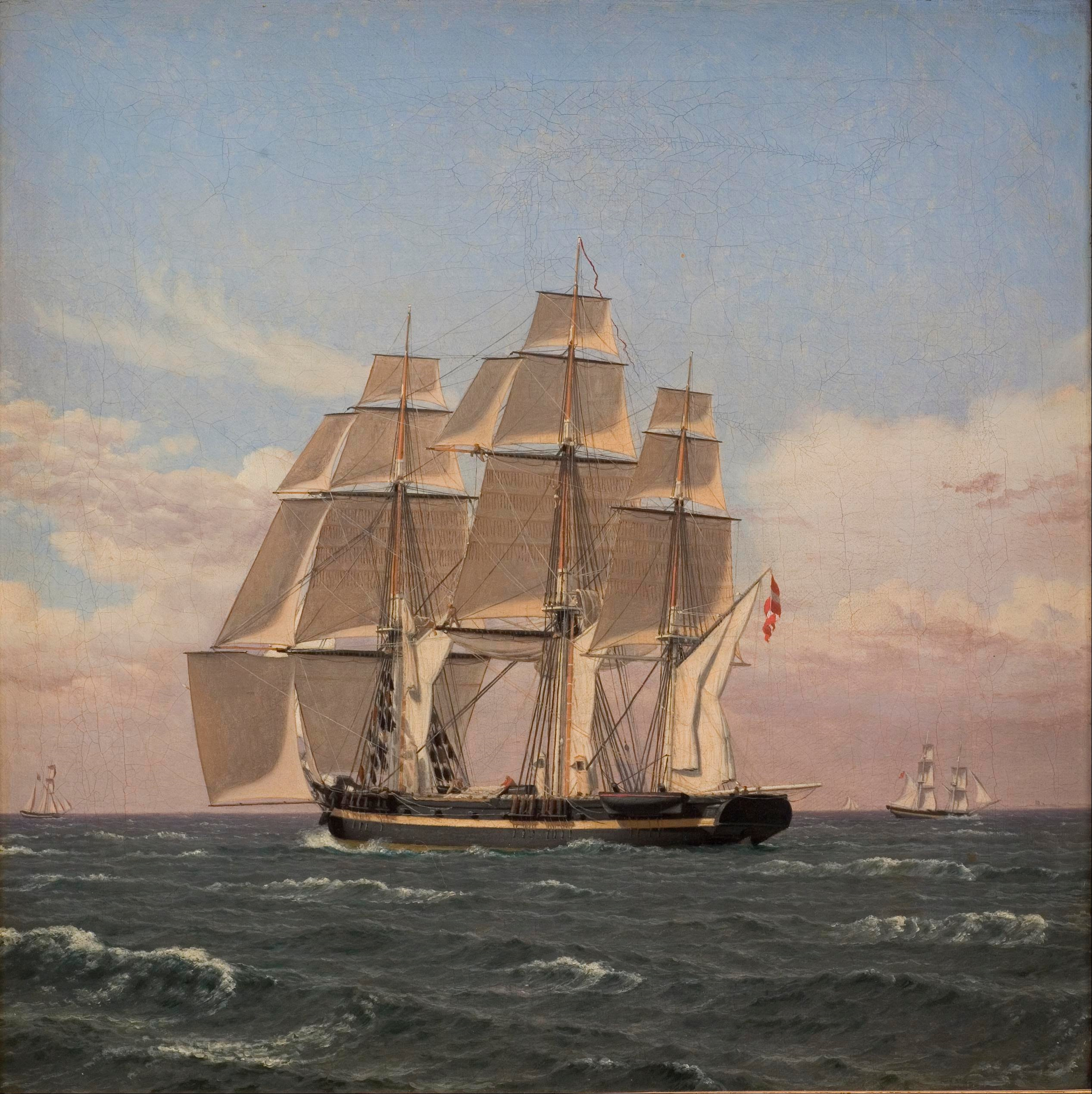
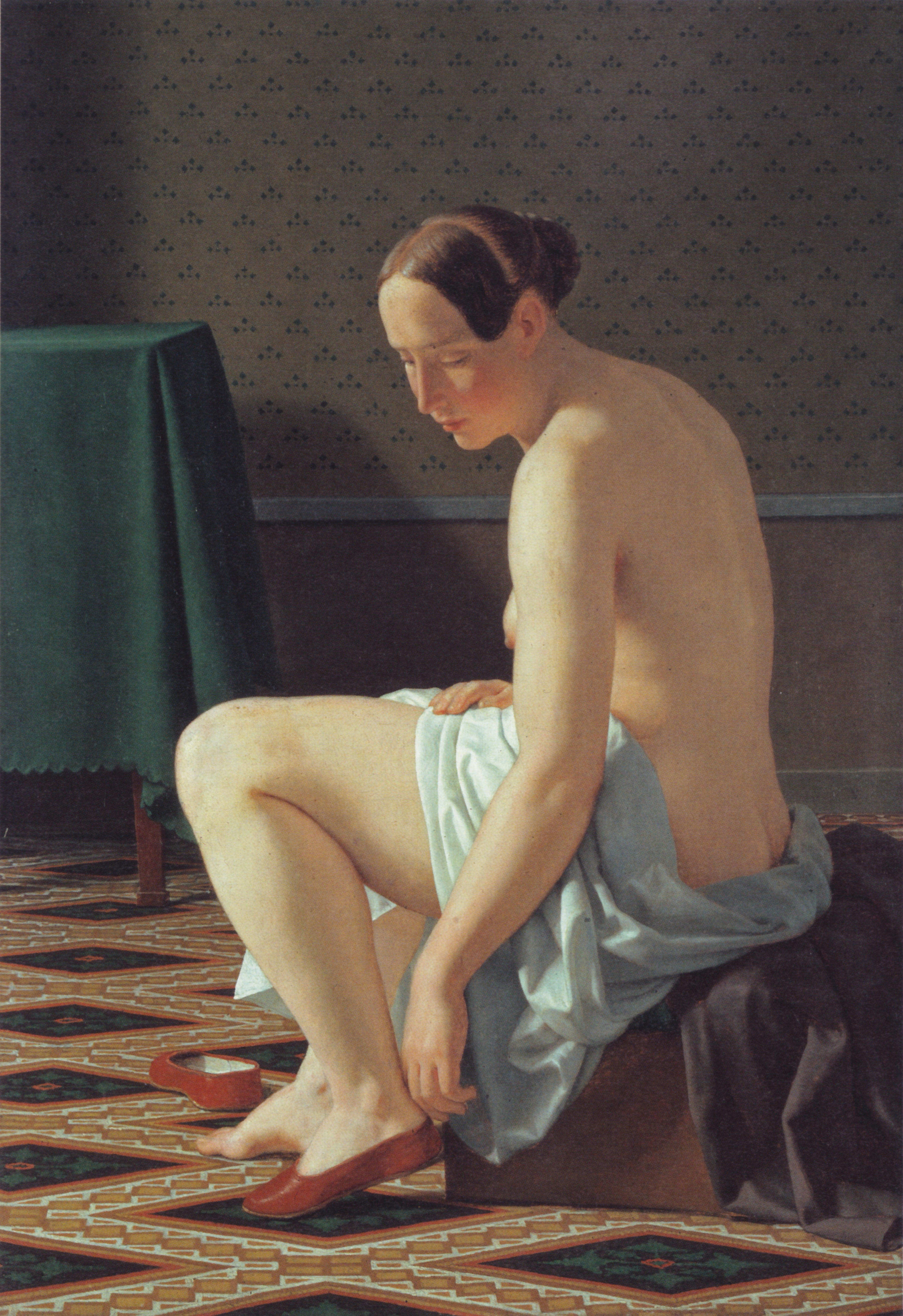
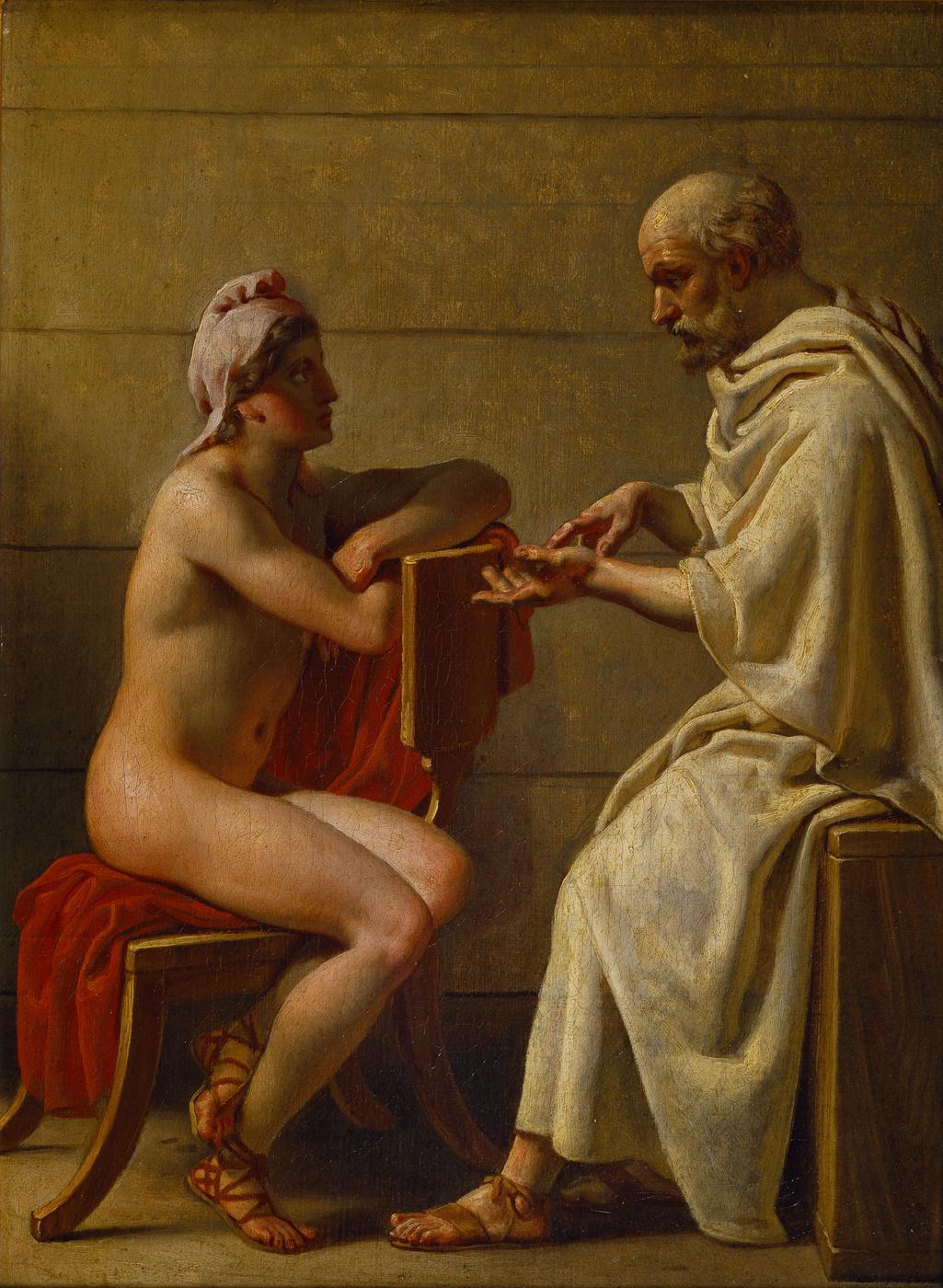
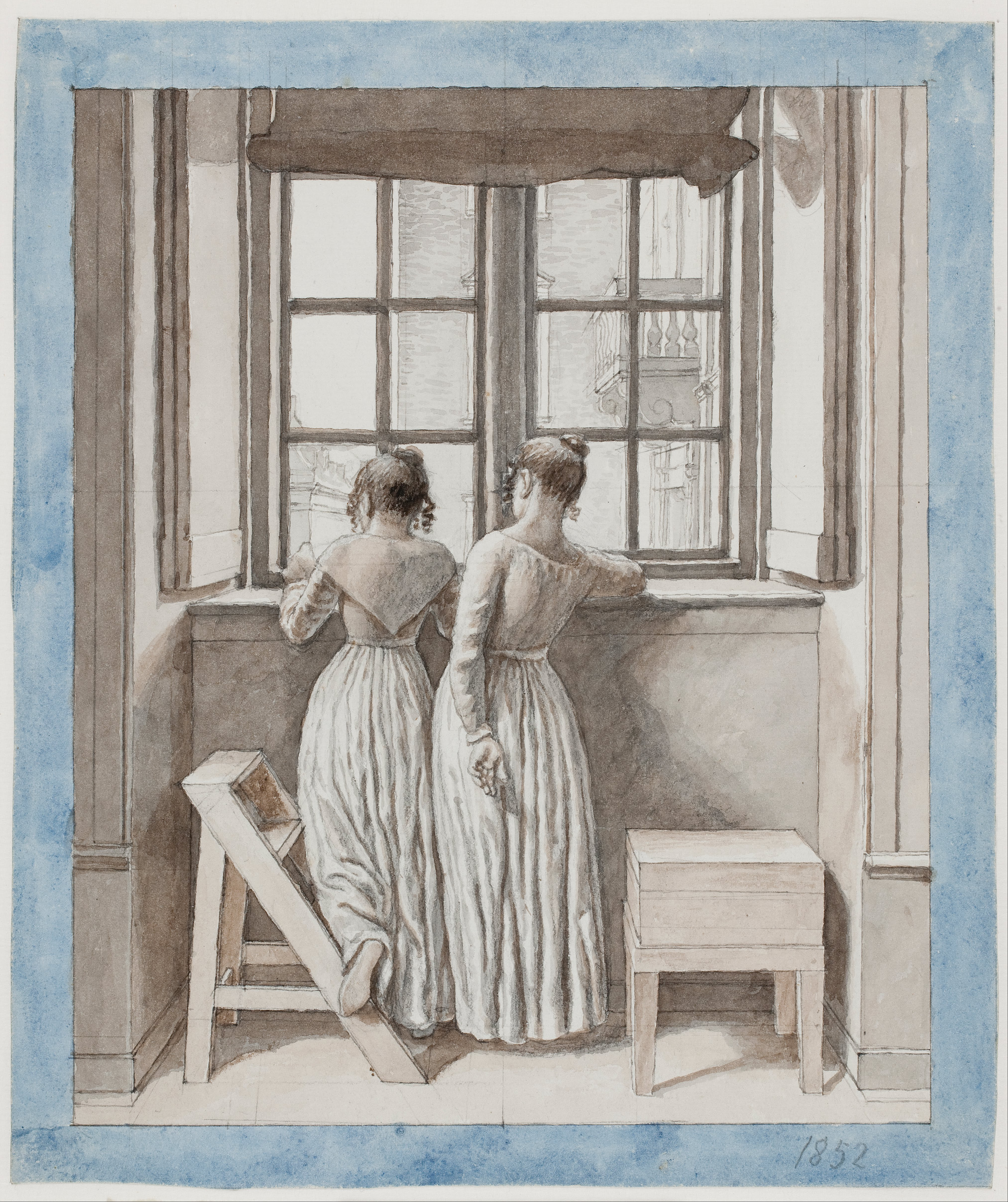
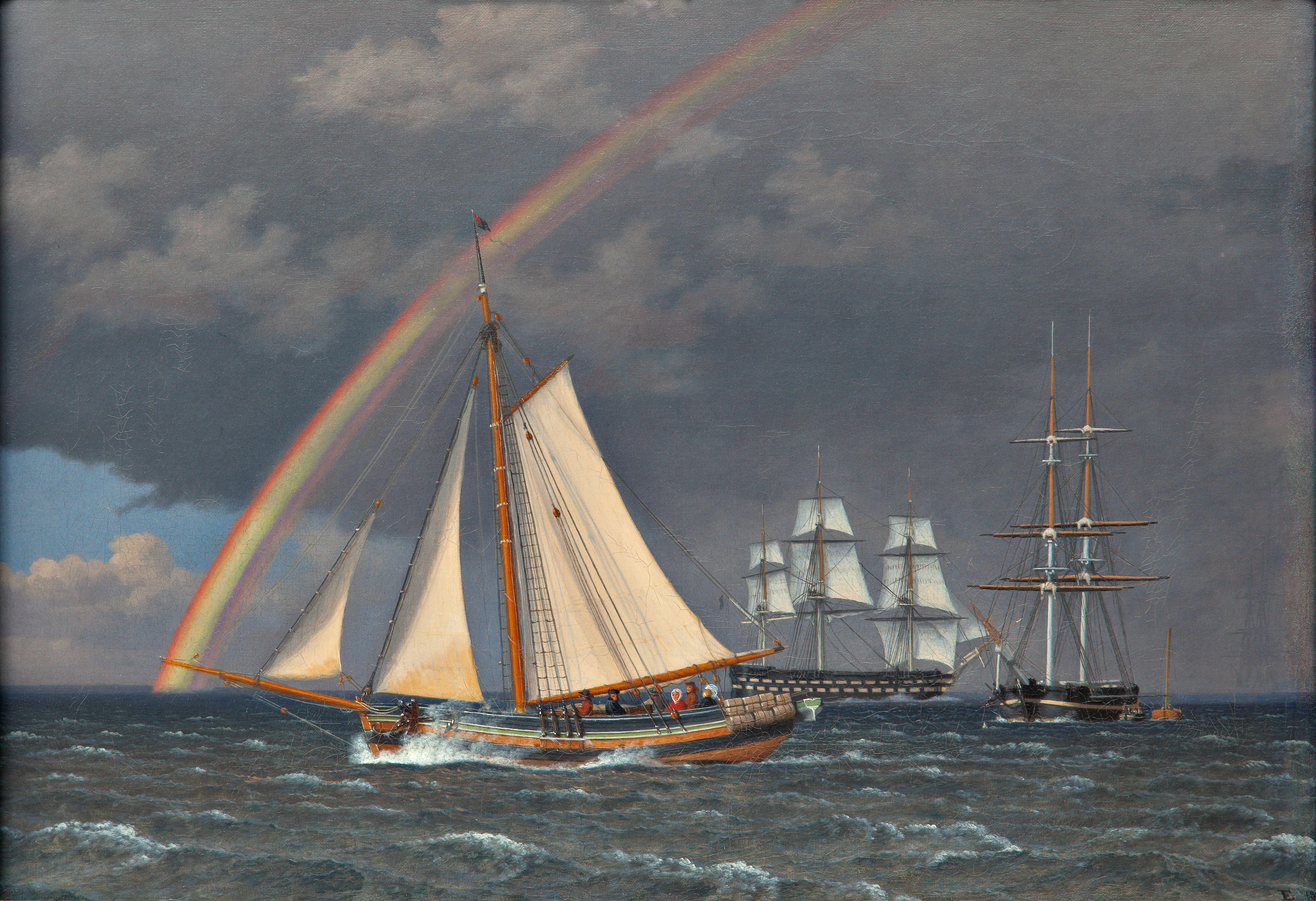